# Prefectul pretoriului

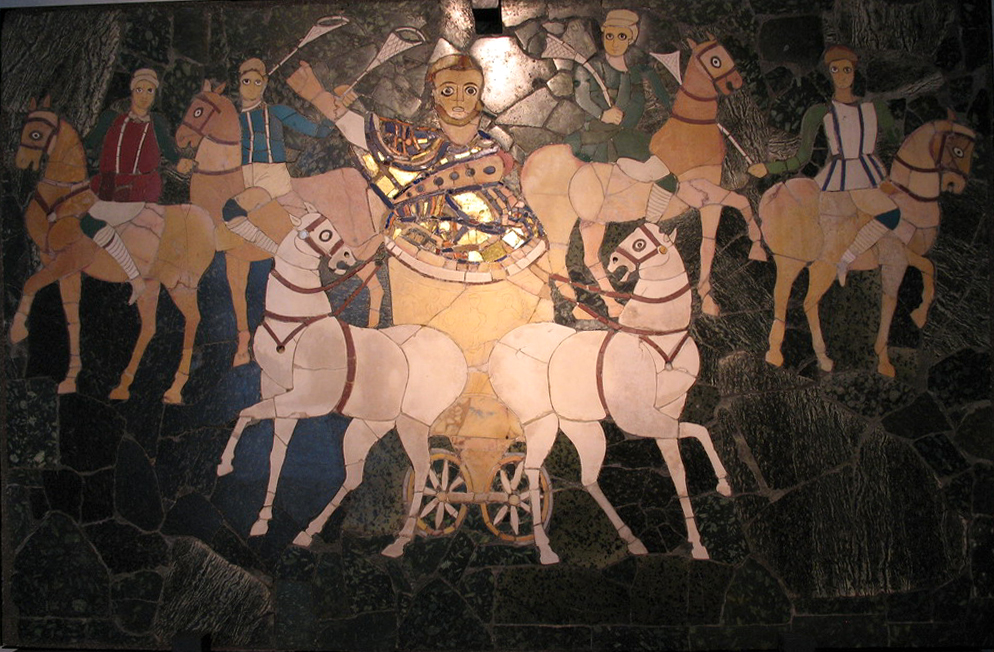
Junius Bassus, ultimul prefect al pretoriului.

Prefectul pretoriului (în latină praefectus praetorio, în greacă veche ἔπαρχος/ὕπαρχος τῶν πραιτωρίων) a fost titlul ofițerului conducător al Gărzii Pretoriene din Imperiul Roman. În același timp, preferctul pretoriului era un înalt funcționar aflat la cârma unui grup de provincii, cunoscute drept provincii pretoriene, responsabilitate încredințată în perioada Antichității Târzii.
Prefectul pretoriului a căpătat treptat din ce în ce mai multe atribuții, atât în plan politic, cât și juridic. Evoluția creșterii în importanță a acestei funcții poate fi urmărită în raport cu centralizarea puterii în jurul Împratului. Așadar, odată ce acesta din urmă a devenit principala instituție de apel în cadrul Imperiului (proces treptat, finalizat în secolul al II-lea), prefectul pretoriului a devenit principalul reprezentant al acestuia în acest sens.